# 아오라 노티시아스
《아오라 노티시아스》(스페인어: Ahora noticias)는 칠레의 뉴스 프로그램이다.

## 같이 보기
- 메가